# Théorème des valeurs extrêmes
Pour les articles homonymes, voir Théorème de Weierstrass.
Ne doit pas être confondu avec Théorie des valeurs extrêmes.
En mathématiques, et plus précisément en analyse réelle, le théorème des valeurs extrêmes ou théorème des bornes atteintes ou théorème des bornes ou théorème de Weierstrass énonce qu'une fonction continue sur un segment est bornée et atteint ses bornes. Autrement dit, une telle fonction possède un minimum et un maximum sur ce segment.
Ce résultat peut être démontré par la compacité des segments réels, mais repose plus fondamentalement sur la propriété de la borne supérieure.

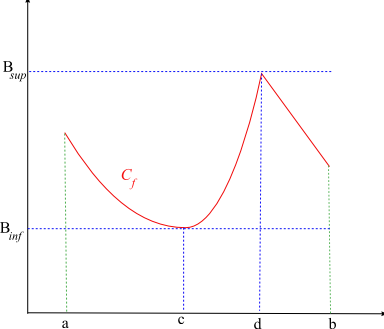
La fonction atteint ses bornes en c et d.

## Énoncé
Théorème — Soit f une fonction définie sur un intervalle [a , b] de réels et à valeurs réelles. Si f est continue, alors la fonction f est bornée et atteint ses bornes, autrement dit il existe deux réels c et d de l'intervalle [a , b] tels que pour tout x de [a , b], les inégalités suivantes soient vérifiées :
{\displaystyle f(c)\leq f(x)\leq f(d).}
A priori, les valeurs de c et d ne sont pas uniques et rien n'indique que c soit inférieur ou supérieur à d.

## Remarques
Ce théorème, avec le théorème des valeurs intermédiaires, est à la fois suffisamment important pour qu'il soit impératif à la compréhension de la théorie des fonctions réelles de la variable réelle et suffisamment complexe pour que sa démonstration soit omise dans les cours élémentaires (il n'est démontré que dans l'enseignement supérieur en France). Si leurs démonstrations sont complexes c'est qu'elles font nécessairement appel à la topologie du corps des nombres réels.
Il apparaît dans les cours de Weierstrass au cours des années 1870, mais il a été démontré précédemment par Bolzano  dans son traité Rein analytischer Beweis de 1817 à l'aide de la propriété de la borne supérieure (il admet seulement le critère de Cauchy pour la convergence des suites).
Comme beaucoup de théorèmes fondés sur la topologie, il est intuitif. Il signifie que toute fonction continue et définie sur un intervalle fermé atteint son maximum et son minimum.
Un espace sur lequel toute fonction continue à valeurs réelles est bornée s'appelle un espace pseudo-compact (en). Sur un tel espace, toute fonction continue f à valeurs réelles atteint automatiquement sa borne supérieure M (sinon, la fonction 1/(M – f) serait continue et non bornée) et, de même, sa borne inférieure. Le théorème des bornes peut donc s'énoncer ainsi : tout segment réel est pseudo-compact.
La topologie fournit deux théorèmes qui rendent la démonstration évidente. Sans la topologie, la démonstration est relativement délicate pour un résultat aussi intuitif. Nous fournissons ici les deux démonstrations, la première car c'est la plus élégante et la deuxième pour éviter de rendre la topologie nécessaire pour bâtir une des théories de base des mathématiques, à savoir l'analyse des fonctions réelles d'une variable réelle.
La conclusion et les démonstrations sont inchangées si l'on permet à [a, b] d'être un intervalle de ℝ au lieu de ℝ, c'est-à-dire si l'on autorise a = –∞ et b = +∞.
L'ensemble des points c de [a, b] où f atteint son minimum est fermé, et de même pour l'ensemble des points d où f atteint son maximum.
On verra, dans les démonstrations, l'importance de se placer dans un intervalle contenant ses extrémités et de prendre une fonction continue ou au moins localement bornée.

## Application
Ce théorème est utilisé pour la démonstration du théorème de Rolle, qui permet de démontrer le théorème des accroissements finis, qui à son tour sert à l'analyse en développement limité d'une fonction et au théorème de Taylor.

## Démonstration topologique
L'intervalle [a,b] est un ensemble fermé et borné de ℝ. Par le théorème de Borel-Lebesgue, cet ensemble est donc un compact de ℝ. Or l'image par une fonction continue d'un compact dans un séparé est un compact. L'image f([a,b]) est donc un compact de ℝ. Cette image (non vide) est donc bornée (si bien qu'elle possède une borne supérieure et inférieure finies) et fermée (si bien qu'elle contient ces deux bornes).

## Démonstration sans les théorèmes topologiques
Notons M la borne supérieure de l'ensemble f([a,b]) (au sens large a priori, c'est-à-dire que le supremum d'un ensemble de réels non majoré vaut +∞), et prouvons qu'elle est atteinte (donc en fait finie).
(Le résultat pour la borne inférieure s'en déduit en remplaçant f par –f, ou se démontre de même.)
Par définition de M, il existe une suite (xn) d'éléments de [a, b] telle que 
{\displaystyle f(x_{n}){\underset {n\to +\infty }{\longrightarrow }}M}.
D'après le « théorème de Bolzano-Weierstrass » version réelle, comme {\displaystyle (x_{n})} est bornée, elle possède une sous-suite convergente
{\displaystyle x_{\varphi (n)}{\underset {n\to +\infty }{\longrightarrow }}d\in [a,b]}
et comme f est continue au point d, on a
{\displaystyle f(x_{\varphi (n)}){\underset {n\to +\infty }{\longrightarrow }}f(d)},
si bien que M = f (d) par unicité de la limite de {\displaystyle \left(f(x_{\varphi (n)})\right)}.
Donc M est bien une valeur atteinte par f.